# Reishin Kawai
El maestro Reishin Kawai nació el 28 de febrero de 1931, en la provincia de Shimane en Japón; y falleció el 26 de enero de 2010, São Paulo. En 1961 recibe la tarea de divulgar el aikidō en Brasil, abriendo la primera academia en 1963 en la ciudad de San Pablo. 
El 28 de febrero de 1963 recibió del gran maestro Morihei Ueshiba el título de "shihan" en aikido. En 1978, tuvo como visitas a ilustres personalidades de Hombu Dojo - Doshu Kishomaru Ueshiba, acompañado de dos grandes sensei, el maestro Seigo Yamaguchi e Itiro Shibata. En 1995 funda la Unión Sud-Americana de Aikido, pasando en el año 1997 a ser la Confederação Sul-Americana de Aikido, donde ejerce la presidencia desde dicha fecha. En este mismo año recibió el gran honor merecido del Hombu Dojo, el grado de 8° dan.
- Datos: Q7310471